# Авигур, Шауль
Шауль Авигур (при рождении Саул Львович Мееров; 11 сентября 1899, Двинск, Российская империя — 29 августа 1978, кибуц Киннерет, Израиль) — израильский военный и государственный деятель, один из создателей израильских разведслужб, руководитель организации «Моссад ле-Алия Бет», которая занималась нелегальной иммиграцией евреев в Палестину в 1933—1948 годах. Сестра Шауля Ципора вышла замуж за будущего премьер-министра Израиля Моше Шарета.

## Биография
Саул Мееров родился 28 сентября (по старому стилю) 1899 года в Двинске (ныне Даугавпилс в Латвии), в семье зерноторговца Лейба (Льва) Шмерковича Меерова (1868—?) и Фрейды Мееровны Меерович (1874—?). Его дед — уроженец Минска Шмерка Шевелевич Мееров — также был крупным зерноторговцем. Когда он был ещё ребёнком его родители переехали в Могилёв-Подольский. С детства учил иврит. Ещё в школе заинтересовался военным делом.
Когда его семья приехала в Палестину, Шаулю было 12 лет. Он учился в гимназии «Герцлия». Большое влияние на Шауля оказал его старший друг Элияху Голомб — впоследствии первый командир подпольной еврейской военизированной организации «Хагана».
Шауль стал членом кибуца Киннерет и членом сионистской социалистической партии «Ахдут ха-Авода».
В 1920 году он принял участие в обороне Тель-Хая от нападения арабов — в том самом бою 1 марта 1920 года, в котором погиб руководитель обороны Тель-Хая легендарный Иосиф Трумпельдор. По словам Авигура, из Тель-Хая он «вернулся другим человеком».
В дальнейшем он занимался организацией нелегальной иммиграции евреев в Палестину — так называемая «Моссад ле-Алия Бет». В конце 30-х годов принял участие в создании разведслужбы в рамках Хаганы. В 1942 году эта разведслужба стала самостоятельной и получила название «Шай».
Кроме этого он занимался нелегальной закупкой вооружения для «Хаганы», а также строительством новых сельскохозяйственных поселений методом «хома у-мигдаль» («стена и башня») — в целях обеспечения безопасности поселенцев в условиях арабского противостояния.
Поскольку с 1945 года ему приходилось проводить жизнь в постоянных переходах границ многих стран, то он получил у друзей прозвище «Вечный Жид», имея в виду непрерывные странствия персонажа. Авигур был советником Давида Бен-Гуриона по военным вопросам вплоть до создания Государства Израиль. Был одним из инициаторов и организаторов создания военной промышленности.
После провозглашения государства он остался руководителем организации по иммиграции «Моссад ле-Алия Бет» и параллельно был заместителем министра обороны. Фамилию «Авигур» (отец Гура) он взял после гибели его 17-летнего сына Гура Мейерова в июле 1948 года в бою у Седжеры в Войне за независимость Израиля.
Авигур координировал работу во всём мире, связанную с репатриацией советских евреев в Израиль. По его предложению Давид Бен-Гурион создал специальный отдел канцелярии премьер-министра, координировавший борьбу за право евреев СССР и стран Восточной Европы на репатриацию («Натив») и назначил Авигура его главой в 1951 году.
Шауль Авигур обеспечивал активистов алии в Советском Союзе литературой и информацией об Израиле и сионизме. Он ратовал за развёртывание радиопередач на русском языке, за издание книг, журналов и брошюр для советских евреев и об их доставке за железный занавес.
Он принял участие в составлении восьмитомного труда «История Хаганы». Кроме того, Авигур написал собственную книгу мемуаров «С поколением Хаганы», которая выдержала четыре издания на иврите и в 1976 году вышла в свет и в русском переводе (серия «Библиотека-Алия», Иерусалим). Он являлся одним из основателей Музея «Хаганы», названного именем его друга Элияху Голомба.
Он стал одним из инициаторов важного культурного проекта — издания Краткой еврейской энциклопедии.
В 1973 году «за плодотворную деятельность на благо народа и страны» Шауль Авигур был удостоен Государственной премии Израиля, в том же году Авигуру было присвоено звание почётного доктора Еврейского университета в Иерусалиме.
Шауль Авигур умер в 1978 году.